# La Crise mondiale d'aujourd'hui
La Crise mondiale d'aujourd’hui. Pour de profondes réformes des institutions financières et monétaires est un livre écrit par l'économiste français Maurice Allais en 1999.

## Publication
La rédaction de ce livre est précédée d'une longue tribune sur les crises économiques asiatique et russe. La tribune est publiée en octobre 1998 dans les colonnes du Figaro, puis reprise ensuite dans l'ouvrage,.

## Plan de l'ouvrage
1. La grande dépression de 1929-1934 et ses enseignements essentiels
  - La hausse des cours et leur effondrement
  - Une hausse des cours de bourse démesurée au regard de l’économie réelle.
  - La dépression.
  - Un endettement excessif
  - Des mouvements massifs de capitaux et des dévaluations compétitives
  - Facteurs psychologiques et facteurs monétaires
  - La grande dépression de 1929-1934 et le mécanisme du crédit
  - Rien de fondamentalement nouveau dans la crise de 1929
2. La crise mondiale d’aujourd’hui
  - La propagation de la crise
  - La crise mondiale d’aujourd’hui et la Grande Dépression. De profondes similitudes
  - La création et la destruction de moyens de paiement par le mécanisme du crédit
  - Le financement d’investissements à long terme avec des fonds empruntés à court terme
  - Le développement d’un endettement gigantesque
  - Une spéculation massive
  - Un système financier et monétaire fondamentalement instable
  - L’effondrement de la doctrine laissez-fairiste mondialiste
3. Pour de profondes réformes des institutions financières et monétaires 
  - Des facteurs majeurs
  - Le système du crédit
  - La réforme de l’indexation. La stabilisation de la valeur réelle de l’unité de compte
  - La réforme des marchés boursiers
  - La réforme du système monétaire international
4. Les vérités établies [les dogmes] contre la raison

Appendice 1
- La proposition d'une couverture intégrale des dépôts d'Irving Fischer

Appendice 2
- L'indexation et la littérature

Appendice 3
- L'équation fondamentale de la dynamique monétaire

Appendice 4
- Réponses sommaires à quelques objections

Appendice 5
- Sur les réformes proposées (Interview de Paul Fabra du 2 décembre 1998)